# 除夜
除夜（じょや）は、漢字文化圏1年の最後の日。旧暦では12月30日、または12月29日である。日本語では「大晦日」（おおみそか）と呼ぶ。中国語では「除夕」と呼ぶ。

## 日本の除夜

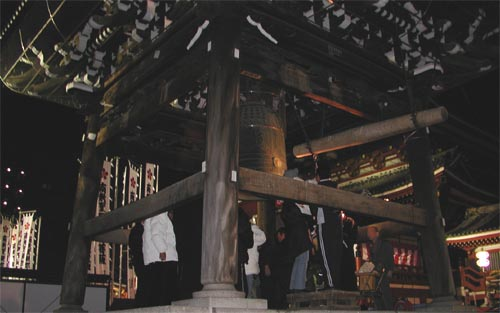
除夜の鐘

日本における大晦日という慣習は、日本文化に古くからある「歳神様」（としがみさま）、または「歳徳様」（としとくさま）への信仰に基づく儀礼から生じており、これらは歳徳神などとも呼ばれるその年一年間を司る神様である。

## 中華圏の除夜
中華圏では、新年を祝う前に家族が集まり、旧正月をともに迎える。食事は、「団圓飯」（一家団欒の食事）、「年夜飯」（除夜の夕食）、台湾と福建省南部地区は「圍爐」（暖炉を囲む）とも呼ばれ、除夜に祖先を祭った後で食べる。

## 韓国の除夜
詳細は「ko:섣달그믐」を参照

## ベトナムの除夜
詳細は「vi:'Đêm trừ tịch」を参照